# Dorothea Schittenhelm
Dorothea Schittenhelm (* 7. Mai 1954 in Strem) ist eine österreichische Politikerin (ÖVP). Von 2007 bis 2017 war sie Abgeordnete zum Österreichischen Nationalrat.

## Ausbildung und Beruf
Dorothea Schittenhelm besuchte von 1960 bis 1964 die Volksschule in Strem und im Anschluss die Hauptschule in Güssing. 1968 wechselte sie an den Polytechnischen Lehrgang Güssing und absolvierte danach von 1969 bis 1973 eine Ausbildung zur zahnärztlichen Assistentin.
Schittenhelm war von 1989 bis 2000 Landesgeschäftsführerin der Niederösterreichischen Frauenbewegung.

## Politik
Dorothea Schittenhelm war zwischen 1990 und 1995 Gemeinderätin in Bisamberg und von 1995 bis 2000 Vizebürgermeisterin bzw. von 2000 bis 2014 Bürgermeisterin der Marktgemeinde. Sie war von 1996 bis 2008 Bezirksparteiobfrau der ÖVP Korneuburg und seit 2000 Landesleiterin der Österreichischen Frauenbewegung Niederösterreich. Von 1997 bis 2007 vertrat sie die ÖVP als Abgeordnete im Niederösterreichischen Landtag, am 1. Februar 2007 zog sie in den Nationalrat ein, nachdem Werner Fasslabend sein Mandat zurückgelegt hatte.
Am 20. November 2010 wurde sie in Innsbruck mit 97,7 Prozentpunkten der Delegiertenstimmen zur Vorsitzenden der ÖVP-Frauen gewählt, und folgte somit Maria Rauch-Kallat in dieser Funktion nach. In der Sitzung des Bundesvorstandes der ÖVP-Frauen am 8. Juni 2018 wurde Juliane Bogner-Strauß als Nachfolgerin von Dorothea Schittenhelm als Bundesleiterin vorgeschlagen, der Vorschlag wurde einstimmig angenommen. Die Wahl zur Bundesleiterin der ÖVP Frauen erfolgte am Bundestag am 10. November 2018. Als Frauensprecherin der ÖVP folgte ihr Barbara Krenn nach.

## Privates
Schittenhelm ist mit Raimund Schittenhelm verheiratet und Mutter zweier Kinder.

## Auszeichnungen
- 2012: Großes Goldenes Ehrenzeichen für Verdienste um die Republik Österreich[8]
- 2014: Silbernes Komturkreuz des Ehrenzeichens für Verdienste um das Bundesland Niederösterreich